# W sierpniu 44-go
W sierpniu 44-ego (ros. В августе 44-го…, biał. У жніўні 44-га…) – białorusko-rosyjski film wojenny z 2001 roku w reżyserii Michaiła Ptaszuka. Adaptacja powieści Władimira Bogomołowa z 1973 roku pod tym samym tytułem.

## Opis fabuły
Sierpień 1944 roku. Na terenach Białorusi zajętych przez Armię Czerwoną działa siatka niemieckich agentów, którzy przekazują ważne informacje zza linii frontu. Zadanie jej rozpracowania otrzymuje grupa wywiadowców Smierszy pod dowództwem kapitana Aliochina. Nie jest ono proste – w terenie działa wiele polskich grup partyzanckich, niemieckich dywersantów oraz ukrywających się w lesie kolaborantów. Radzieccy agenci muszą działać w głębokiej konspiracji i z wyczuciem, aby nie spłoszyć przeciwnika. Sytuację dodatkowo komplikuje fakt, że informacje jakie przekazują niemieccy agenci, przechwytywane przez kontrwywiad radziecki, mają charakter ściśle tajny. Są to wiadomości dotyczące planowanej ofensywy wojsk radzieckich na terytorium okupowanych państw nadbałtyckich. Mając na względzie powodzenie ofensywy, Stawka, w tym osobiście sam Stalin, chce zlikwidować działalność wrogiej grupy jeszcze przed rozpoczęciem ataku. Ludzie kapitana Aliochina działają pod presją czasu – jeśli nie zneutralizują grupy niemieckich agentów w ciągu dwudziestu czterech godzin, do jej likwidacji zostaną zaangażowane oddziały NKWD na dużą skalę. Będzie to być może oznaczać unicestwienie szpiegowskiej siatki, ale równocześnie śmierć niemieckich agentów, którzy nie będą już mogli wyjawić oficerom Smierszy swoich powiązań i kontaktów. Dla samego Aliochina i jego kolegów oraz dla szefa radzieckiego kontrwywiadu frontu, będzie to oznaczać niewykonanie zadania i trybunał wojskowy, co w czasach stalinizmu równało się wyrokowi śmierci. Jednak mozolna i precyzyjna praca kontrwywiadowcza Aliochina przynosi w końcu pożądane efekty. Tuż przed upływem wyznaczonego terminu, pomiędzy Aliochinem i jego ludźmi, a przebranymi w radzieckie mundury niemieckimi agentami, dochodzi do spotkania na leśnej polanie. Radziecki wywiadowca do końca nie jest pewien czy trafił na właściwych ludzi. Dopiero gdy ci sięgają za broń i dochodzi do strzelaniny, a w plecaku zatrzymanych żołnierzy radzieccy kontrwywiadowcy odnajdują niemiecką radiostację, wiedzą, że akcja zakończyła się pełnym sukcesem.

## Obsada aktorska
- Jewgienij Mironow – kpt. Aliochin
- Władisław Gałkin — por. Tamancew
- Jurij Kołokolinkow – por. Blinow
- Beata Tyszkiewicz – pani Gorlińska
- Aleksiej Pietrienko — gen. Jegorow
- Aleksandr Fieklistow – ppłk Poliakow
- Aleksandr Bałujew – kpt. Jełatomcew
- Jurij Pristrom – Czubarow
- Aleksandr Jefrimow – radiotelegrafista Siergiej
- Ramaz Czchikwadze – Stalin
- Nikołaj Kiriczenko – Beria
- Jarosław Bojko – kpt. Anikuszyn
- Andrzej Pieczyński – mieszkaniec chutoru
- Karolina Gruszka – Julia
- Radosław Pazura – dywersant Kazimierz
- Aleksandr Łabysz – przewodniczący Wasiukow
- Wiktor Pawłow – szef magazynu
- Aleksiej Panin – kierowca ciężarówki
- Albert Filozof – hodowca warzyw
- Konstantin Sołowiow – kpt. Nikołajew
- Iwan Leszczuk – por. Siencow
- Aleksandr Timoszkin – Abakumow
- Andriej Dawydow – Mierkułow
- Aleksiej Makarow – major w "jeepie"
- Jurij Curiło – zastępca ludowego komisarza spraw wewnętrznych
- Siergiej Krawiec – sierż. Chiżniak
- Władimir Siemago – podpułkownik
- Anatolij Kot – porucznik, kolega Blinowa z wojska
- Rasim Dżabraiłow – fryzjer

i inni.

## Nagrody
Pomimo że film okazał się być finansową klapą, otrzymał kilka nagród i nominacji. Do najważniejszych z nich można zaliczyć pięć nominacji oraz dwie nagrody Nika. W tej najbardziej prestiżowej nagrodzie w świecie filmu rosyjskiego, w 2002 roku, obraz był nominowany w kategoriach: Odkrycie Roku, Najlepszy Dźwięk, Najlepszy Film, Najlepszy Aktor, Najlepsze Zdjęcia, Najlepszy Aktor Drugoplanowy. Ostatecznie zdobył dwie statuetki – w kategoriach: Odkrycie Roku i Najlepszy Dźwięk. Oprócz Nagrody Nika film był uhonorowany mniej znaczącymi wyróżnieniami, przyznanymi w 2001 roku. Były to: nominacja do nagrody Rosyjskiej Gildii Krytyków Filmowych w 2001 roku w kategorii "Najlepszy Aktor" oraz nominacja na Otwartym Festiwalu Filmów Rosyjskich w Soczi w kategorii "Grand Prix" w tym samym roku.

## Polskie akcenty
W filmie można zauważyć polskie akcenty, takie jak: miejsce akcji (tereny kresów byłej II Rzeczypospolitej) lub osoby (członkowie polskiego podziemia walczącego przeciwko wkraczającej Armii Czerwonej). Uwagę polskiego widza zwraca w filmie również grupa znanych, rodzimych aktorów. W drugoplanowych rolach pojawiają się: Beata Tyszkiewicz, Andrzej Pieczyński, Karolina Gruszka, Radosław Pazura.